# Broxeele
Broxeele település Franciaországban, Nord megyében. Lakosainak száma 411 fő (2022. január 1.). Broxeele Bollezeele, Volckerinckhove, Buysscheure, Lederzeele és Rubrouck községekkel határos.

## Népesség
A település népességének változása:
| Lakosok száma | 330  | 380  | 386  | 403  | 401  | 399  | 397  | 404  | 411  |
|               | 2013 | 2015 | 2016 | 2017 | 2018 | 2019 | 2020 | 2021 | 2022 |